# 어떤날의 시작
《어떤날의 시작》은 한국방송공사 1TV 특집드라마이다.

## 제작진
- 극본 : 이희우
- 연출 : 김송원

## 출연진
- 박진성
- 백윤식
- 전무송